# Transporte público de Ginebra
Transports publics genevois, también conocida por sus siglas TPG, es la empresa encargada de los transportes públicos en la ciudad suiza de Ginebra, y también del cantón homónimo.

## Historia

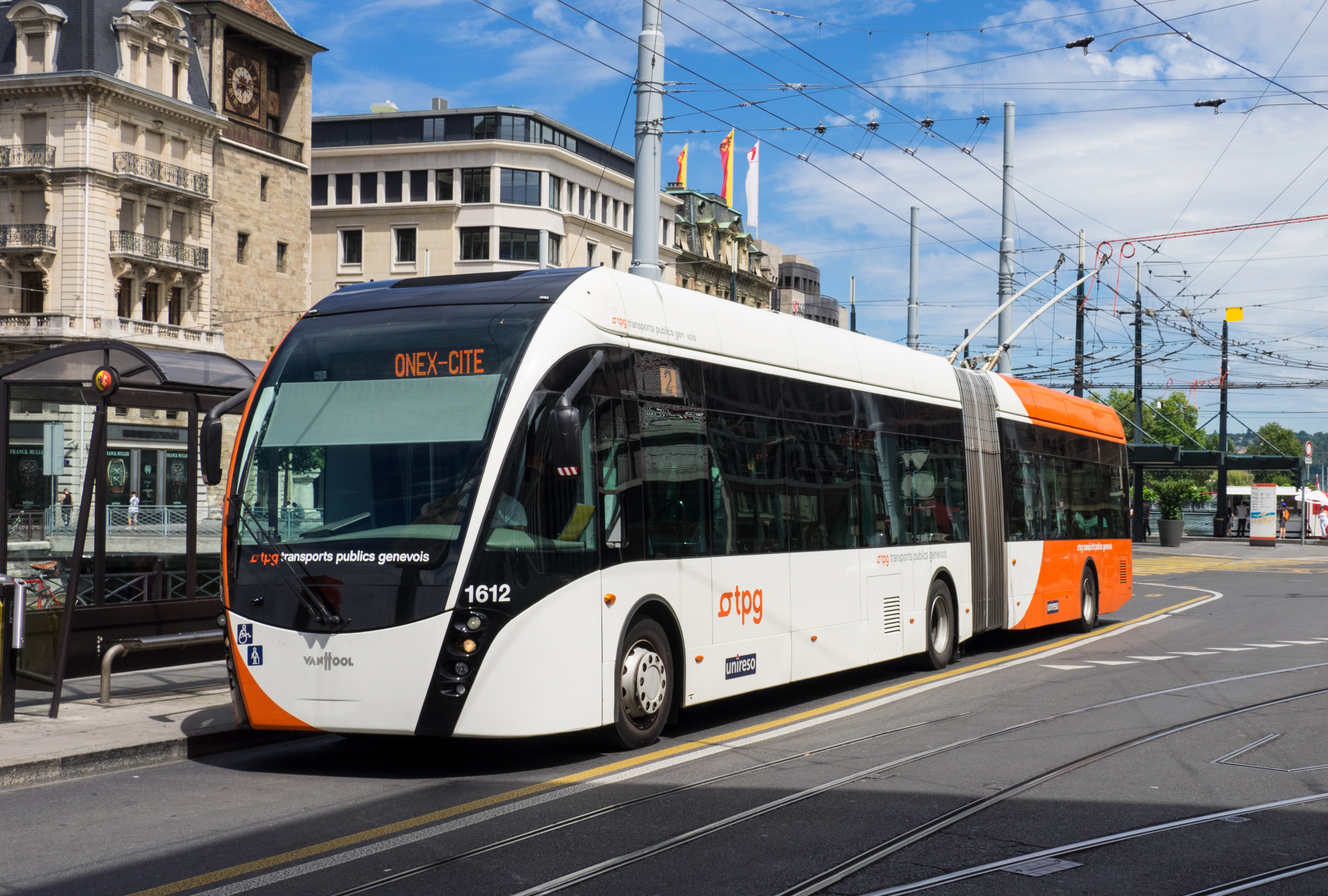
Trolebús Van Hool ExquiCity prestando servicio en la línea 2 de TPG

TPG fue creada el 1 de enero de 1977, siendo la compañía sucesora de Compagnie Genevoise des Tramways Électriques, que explotó desde 1900 hasta 1977 las líneas de tranvías eléctricos de Ginebra y alrededores.

## Red
La red de TPG está compuesta de 5 líneas de tranvía, 6 líneas de trolebús, 65 líneas de autobús y 12 líneas de autobús nocturnas.

### Líneas de tranvía
| Línea | Recorrido                                           |
| ----- | --------------------------------------------------- |
| 12    | Lancy-Bachet, gare – Thônex, Moillesulaz            |
| 14    | Bernex, Vailly – Meyrin, Gravière                   |
| 15    | Plan-les-Ouates, ZIPLO – Genève, Nations            |
| 17    | Lancy-Pont-Rouge, gare – Annemasse, Parc Montessuit |
| 18    | Grand-Lancy, Palettes – Meyrin, CERN                |

### Líneas de trolebús
| Línea | Recorrido                                          |
| ----- | -------------------------------------------------- |
| 2     | Genève, Plage – Bernex, Cressy                     |
| 3     | Grand-Saconnex, Gardiol – Genève, Crêts-de-Champel |
| 6     | Vernier, village – Genève, Plage                   |
| 7     | Genève, Bout-du-Monde – Vernier, Lignon-Tours      |
| 10    | Genève-Aéroport, Terminal – Genève, Rive           |
| 19    | Vernier, village – Onex, cité                      |

## Enlaces
- Sitio oficial

- Datos: Q677004
- Multimedia: Transports publics genevois / Q677004